# Copa Mercosur
A Copa Mercosur (portugálul: Copa Mercosur) egy megszűnt, a CONMEBOL által kiírt labdarúgósorozat volt, amit 1998 és 2001 között rendeztek meg.
A sorozatban Argentína, Brazília, Chile, Paraguay és Uruguay csapatai vettek részt. Párja a Copa Merconorte volt. Miután mindkettő megszűnt, 2002 óta a Copa Sudamericana kerül megrendezésre minden évben.

## Kupadöntők
| 1998 Részletek | Palmeiras     | 1 - 2 3 - 1 1 - 0               | Cruzeiro  | Olimpia     | San Lorenzo      |
| 1999 Részletek | Flamengo      | 4 - 3 3 - 3                     | Palmeiras | Peñarol     | San Lorenzo      |
| 2000 Részletek | Vasco da Gama | 2 - 0 0 - 1 4 - 3               | Palmeiras | River Plate | Atlético Mineiro |
| 2001 Részletek | San Lorenzo   | 0 - 0 1 - 1 (büntetőkkel) 4 - 3 | Flamengo  | Corinthians | Grêmio           |

## Klubonként
| Csapat        | Győzelmek | Második hely |
| ------------- | --------- | ------------ |
| Palmeiras     | 1         | 2            |
| Flamengo      | 1         | 1            |
| Vasco da Gama | 1         | —            |
| San Lorenzo   | 1         | —            |
| Olimpia       | —         | 1            |

## Országonként
| Ország    | Győzelmek száma | Második hely |
| --------- | --------------- | ------------ |
| Brazília  | 3               | 4            |
| Argentína | 1               | —            |